# Alice Jouenne
Pour les articles homonymes, voir Jouenne.
Alice Jouenne, née le 14 août 1873 à Chamagne et morte le 10 janvier 1954 à Paris, est une enseignante et militante socialiste.
Elle est l'un des piliers de l’éducation nouvelle en France.

## Biographie

### Formation
D'origine alsacienne, ses parents fuient l'occupation allemande au lendemain de la guerre franco-allemande qui voit l'Alsace passer sous domination allemande. 
Alice Jouenne suit une formation d'institutrice à l’École normale de Nancy qu'elle termine en  1890. Elle est ensuite nommée à Badonviller où elle travaille pendant plusieurs années avant de passer dans un établissement privé parisien. 
En 1904, elle se marie à Victor Jouenne, un socialiste et coopérateur qui l'initie à ses idées si bien qu'elle adhère à la coopérative « La Prolétarienne » du 5e arrondissement.

### Début du militantisme
En 1911, Alice Jouenne fait partie de la Ligue des femmes coopératrices pour laquelle elle publie une brochure « Les Femmes et la coopération ».
En 1912, elle devient secrétaire du comité d'éducation de la nouvelle Fédération Nationale des Coopératives de Consommation,.
Lorsque, le 25 mai 1913, la SFIO de Jean Jaurès organise, avec l'appui de la CGT et de la Fédération communiste anarchiste (FCA), une manifestation pacifiste contre la Loi des trois ans, elle est l'une des trois femmes à faire un discours avec Louise Saumoneau et Maria Vérone,. Cette même année, elle contribue à la création du journal d’enfants Les Petits Bonshommes pour lequel elle écrira et prend part à la mise en place du groupe des Femmes socialistes du SFIO en janvier 1913,  puis en est élue secrétaire en décembre 1914 à la suite de Louise Saumoneau. Elle y reste pendant 10 ans. Cet échange entre les deux femmes révèle une différence d’objectifs au sein de ce groupe, Alice Jouenne privilégiant le parti plutôt que la condition des femmes. Alice Jouenne rejoint durant cette période la franc-maçonnerie (Le Droit Humain). 
Alice Jouenne contribue à la refonte de La Voix des femmes dont le premier numéro sort le 18 octobre 1919 et inclut des articles de Marthe Bigot, Louise Bodin, Annette Charreau, Fanny Clar, Magdeleine Marx, Marianne Rauze, Henriette Sauret, Monette Thomas ainsi qu'elle même. Elle est aussi journaliste pour l'Humanité et secrétaire de Marcel Cachin, directeur du journal, jusqu'en 1920 car elle ne le suivra pas dans son changement de direction lié à la IIIe Internationale.

### Après guerre et éducation nouvelle
L'attention d'Alice Jouenne se porte sur l'éducation, le pacifisme dans l'entre-deux-guerres et le féminisme en ligne avec les courants de pensée de l’époque. Ainsi s'inscrit-elle dans le mouvement de la Ligue internationale pour l'éducation nouvelle (LIEN). Alice Jouenne écrit dans la revue de cette ligue divers articles où elle est présentée comme directrice de l'École municipale de plein air de Paris et fondatrice du groupe l’Éducation nouvelle. Ce groupe, présidé par Georges Renard, démarre le 16 février 1922 et évoluera pour devenir le Groupe français d'éducation nouvelle. En parallèle, elle fonde en effet une École municipale de plein air en 1921 avec Frédéric Brunet, membre du conseil municipal de Paris sur laquelle elle écrit un livre. 
En mai 1929, Albert Thomas crée le « Comité des Loisirs » avec lequel Alice Jouenne est impliquée. 
Alice Jouenne doit prendre sa retraite en 1933 et laisser son école.
En 1936, Suzanne Lacore la nomme cheffe de cabinet pour la servir en tant que sous-secrétaire d’État à l’Enfance du Gouvernement Léon Blum (1).

## Œuvre
- Alice Jouenne, Une expérience d’éducation nouvelle, l’école de plein air (1928), Paris, Radot Editions, 1928, 217 p.